# Norbert Reichel
Norbert Reichel (geboren am 19. Februar 1955) ist ein deutscher Publizist und Autor. Er ist Herausgeber des Internetmagazins Demokratischer Salon.

## Werdegang
Norbert Reichel studierte Romanistik, Germanistik, Vergleichende Literaturwissenschaften und Pädagogik an der Universität Bonn. Dort war er Herausgeber und Redakteur der Studentenzeitung Contrapunkt und promovierte 1981 über französische und belgische Autoren des 19. Jahrhunderts. Die Dissertation wurde 1982 unter dem Titel Der Dichter in der Stadt in der Reihe Bonner romanistische Arbeiten veröffentlicht.
Im Anschluss an sein Studium war Reichel wissenschaftlicher Mitarbeiter am Romanischen Seminar der Bonner Universität. Nach der Promotion arbeitete er als Studienrat an einem Gymnasium in Montabaur. Im Jahr 1986 wechselte er zum Bonner Bundesbildungsministerium und war ab 1994 im Düsseldorfer Schulministerium tätig, wo er von 1999 bis 2018 unter anderem für den Aufbau von Ganztagsschulen und die Zusammenarbeit von Schule, Jugendhilfe, Kultur und Sport zuständig war. 
Am 1. Januar 2019 wurde er in den Ruhestand versetzt. Seitdem ist er als freier Autor und Publizist tätig.

## Wirken
Reichel betreute einige bildungspolitische Arbeitsgruppen und übernahm teils deren Vorsitz. In der Kultusministerkonferenz (KMK) leitete er Arbeitsgruppen zur historisch-politischen Bildung und zur Demokratie. Als Leitender Ministerialrat im Ministerium für Schule des Landes Nordrhein-Westfalen war Reichel Leiter der Gruppe Nachhaltige Bildungspolitik, Prävention und Integration, Kirchen und Religionsgemeinschaften. 
Zahlreiche Publikationen wurden teils von Reichel allein, teils in Coautorenschaft verfasst oder von ihm herausgegeben. So veröffentlichte er in seiner Zeit als Ministerialbeamter verschiedene Artikel zur Bildungspolitik. Er schrieb über Ganztagsschulen und die Zusammenarbeit von Jugendhilfe und Schule, über Bildung für nachhaltige Entwicklung (BNE) und über kulturelle und politische Bildung. Reichel gab 1995 den bei Peter Lang verlegten Sammelband Politik und Praxis der Umwelterziehung heraus, eine Sammlung von Berichten einer OECD-Inspektion und im Jahr 2000 zusammen mit Hildegard Hamm-Brücher und Gerhard de Haan die Aufsatzsammlung Bildung ohne Systemzwänge.
Nach seiner Pensionierung begann er im Jahr 2020, den Demokratischen Salon aufzubauen, ein Internetmagazin, das sich als ein „Ort der Begegnung“ für Menschen versteht, „die sich für unseren freiheitlich-demokratischen Rechtsstaat in Deutschland, in Europa und in der Welt engagieren“. Das Magazin enthält Essays, Porträts, Rezensionen und Interviews mit Personen des öffentlichen Lebens zu insgesamt 18 Themenclustern (Stand: Oktober 2024): Weltweite Entwicklungen, Liberale Demokratie, Treibhäuser, Osteuropa, Levantinische Aussichten, Afrikanische Welten, Antisemitismus, Opfer und Täter*innen, Shoah, DDR, Migration, Kinderrechte, Kultur, Islam, Science Fiction, Jüdischsein, Europa und Gender. Überdies wird ein Newsletter herausgegeben, der in der Regel alle vier Wochen erscheint.
Reichel arbeitet mit Künstlerinnen und Künstlern zusammen, unter anderem mit Hans Peter Schaefer, Firouzeh Görgen-Ossouli, Sandra del Pilar und Thomas Franke. Mit Schaefer veröffentlichte er 2023 unter dem Titel Foucaults Narben einen Gedicht- und Fotoband; der 2024 erschienene Titel Aus dem Tagebuch eines Autisten wurde von Schaefer und Görgen-Ossouli illustriert.
Regelmäßig veröffentlicht Reichel Rezensionen für die Zeitschrift des Arbeitskreises Deutscher Bildungsstätten. Gelegentlich schreibt er auch für andere Publikationen, beispielsweise in der Jüdischen Allgemeinen. Dort veröffentlichte er unter dem Titel Empathie stärken 2016 zusammen mit Barbara Witting einen Aufsatz zur Vorstellung der Frage der gemeinsamen Erklärung von Zentralrat und Kultusministerkonferenz zum Thema »Jüdische Geschichte, Religion und Kultur in der Schule«. Im Jahr 2021 äußerte er sich unter dem Titel Gefährliche Mischungen kritisch über die Einteilung politisch motivierter Kriminalität, weil sie sich wenig eigne, Antisemitismus zu bekämpfen, den es „rechts, links, bei Christen, bei Muslimen und in der «Mitte»“ gebe.

## Schriften (Auswahl)
- Der Dichter in der Stadt. Poesie und Grossstadt bei französischen Dichtern des 19. Jahrhunderts (= Bonner romanistische Arbeiten. Band 15). Peter Lang, Frankfurt am Main, Bern 1982, ISBN 3-8204-5815-8.
- Der erzählte Raum. Zur Verflechtung von sozialem und poetischem Raum in erzählender Literatur (= Impulse der Forschung. Band 52). Wissenschaftliche Buchgesellschaft, Darmstadt 1987, ISBN 3-534-02371-4.
- Der Philosoph des Handelns und der Reiz des Bösen. Das Motiv des Antichristen bei Renan und Nietzsche. In: Arcadia. Band 24, Nr. 1, 1989, S. 25–52, doi:10.1515/arca.1989.24.1.25.
- Der Traum vom höheren Leben. Nietzsches Übermensch und die Conditio humana europäischer Intellektueller von 1890 bis 1945. Wissenschaftliche Buchgesellschaft, Darmstadt 1994, ISBN 3-534-12316-6.
- Norbert Reichel (Hrsg.): Politik und Praxis der Umwelterziehung. Beiträge der internationalen OECD-Konferenz vom 6. bis 11. März 1994 in Braunschweig (= Bildungsforschung internationaler Organisationen. Band 12). Peter Lang, Frankfurt am Main, Berlin, Bern, New York, Paris, Wien 1995, ISBN 3-631-49925-6.
- Gerhard de Haan, Hildegard Hamm-Brücher, Norbert Reichel (Hrsg.): Bildung ohne Systemzwänge. Innovationen und Reformen (= Beiträge zur Schulentwicklung). Luchterhand, Neuwied, Kriftel 2000, ISBN 3-472-04411-X.
- Foucaults Narben. Gedichte. Mit Fotografien von Hans Peter Schaefer. reserv-art verlag, Köln 2023, ISBN 978-3-00-074568-3.
- Aus dem Tagebuch eines Autisten. Gedichte. Mit Fotografien von Firouzeh Görgen-Ossouli und Hans Peter Schaefer. reserv-art verlag, Köln 2024, ISBN 978-3-9826217-0-8.